# Perlis
Perlis (jawi: ڨرليس; nome oficial: Perlis Indera Kayangan) é o menor estado da Malásia. Está situado na parte norte da costa oeste da Península Malaia e limita com a Tailândia ao norte.

## Demografia
A composição étnica para o ano 2000 em Perlis era: etnia malaia (174 805 ou 79,74%), etnia chinesa (21 058 ou 9,6%), etnia indiana (2 658 ou 1,21%), outras (20 690 ou 9,45%).

## Economia
A economia do estado está baseada na agricultura, com a predominância de arroz, açúcar e frutas. A silvicultura e a pesca são também importantes, e o estado está fazendo esforços para atrair a baixa e a média escala de industrias manufatureiras.